# Ischnoscopa
Ischnoscopa är ett släkte av fjärilar. Ischnoscopa ingår i familjen Crambidae.
Kladogram enligt Catalogue of Life:
| Ischnoscopa | \| \| Ischnoscopa chalcistis \| \| \| \| \| \| Ischnoscopa chalcozona \| \| \| \| |
|             | \| \| Ischnoscopa chalcistis \| \| \| \| \| \| Ischnoscopa chalcozona \| \| \| \| |
|             | Ischnoscopa chalcistis                                                            |
|             |                                                                                   |
|             | Ischnoscopa chalcozona                                                            |
|             |                                                                                   |